# Vito Leto
Vito Leto (Ciminna, 21 febbraio 1838 – New York, 1º settembre 1901) è stato un presbitero e inventore italiano.
Realizzò degli oggetti che potevano essere utilizzati per i trasporti, per l'insegnamento, per il commercio ma non riuscì a brevettare neanche una sua invenzione.

## Biografia

### Invenzioni
Ordinato nel 1883, lo stesso anno inventò l'avvisatore automatico e il sorvegliatore elettro-automatico, due dispositivi di sicurezza per i treni. Poco dopo, inventò anche il sillabatropio, che era utile nell'insegnamento nelle scuole elementari. Queste tre invenzioni vennero apprezzate e anche elogiate pubblicamente dall'Università di Palermo, senza però fornirgli alcun guadagno.
L'invenzione della scrutinatrice Leto, una macchina che accelerava le operazioni di voto e di scrutinio, gli valse anche una lode da re Umberto I di Savoia, ma neanche in questo caso il sacerdote poté brevettarla. 
Emigrato negli Stati Uniti, creò il contamonete, un apparecchio utile ai commercianti per ordinare il denaro. Gli fu offerto di brevettarlo, ma morì qualche giorno prima di firmare il contratto.
A Ciminna una via ricorda la sua fama e genialità.